# Adenophaedra megalophylla
Adenophaedra megalophylla är en törelväxtart som först beskrevs av Johannes Müller Argoviensis, och fick sitt nu gällande namn av Johannes Müller Argoviensis. Adenophaedra megalophylla ingår i släktet Adenophaedra och familjen törelväxter. Inga underarter finns listade i Catalogue of Life.